# Nora B-52
Le Nora B-52 est un obusier automoteur de 155 mm développé par l'Institut technique militaire et fabriqué par Yugoimport SDPR à Velika Plana, en Serbie.

## Histoire
Le premier Nora B automoteur (développé sur la base du Nora C) a été conçu par l'Institut technique militaire en 1984 avec un Obusier Nora M-84 de 152 mm modifié et monté sur un châssis de camion FAP 8x8. Plus tard, dans les années 2000, l'Institut technique militaire a développé de nouvelles versions de systèmes d'artillerie de 4e génération avec le calibre 155 mm pour être montées sur un nouveau système de la famille Nora avec la désignation B-52.

## Variantes

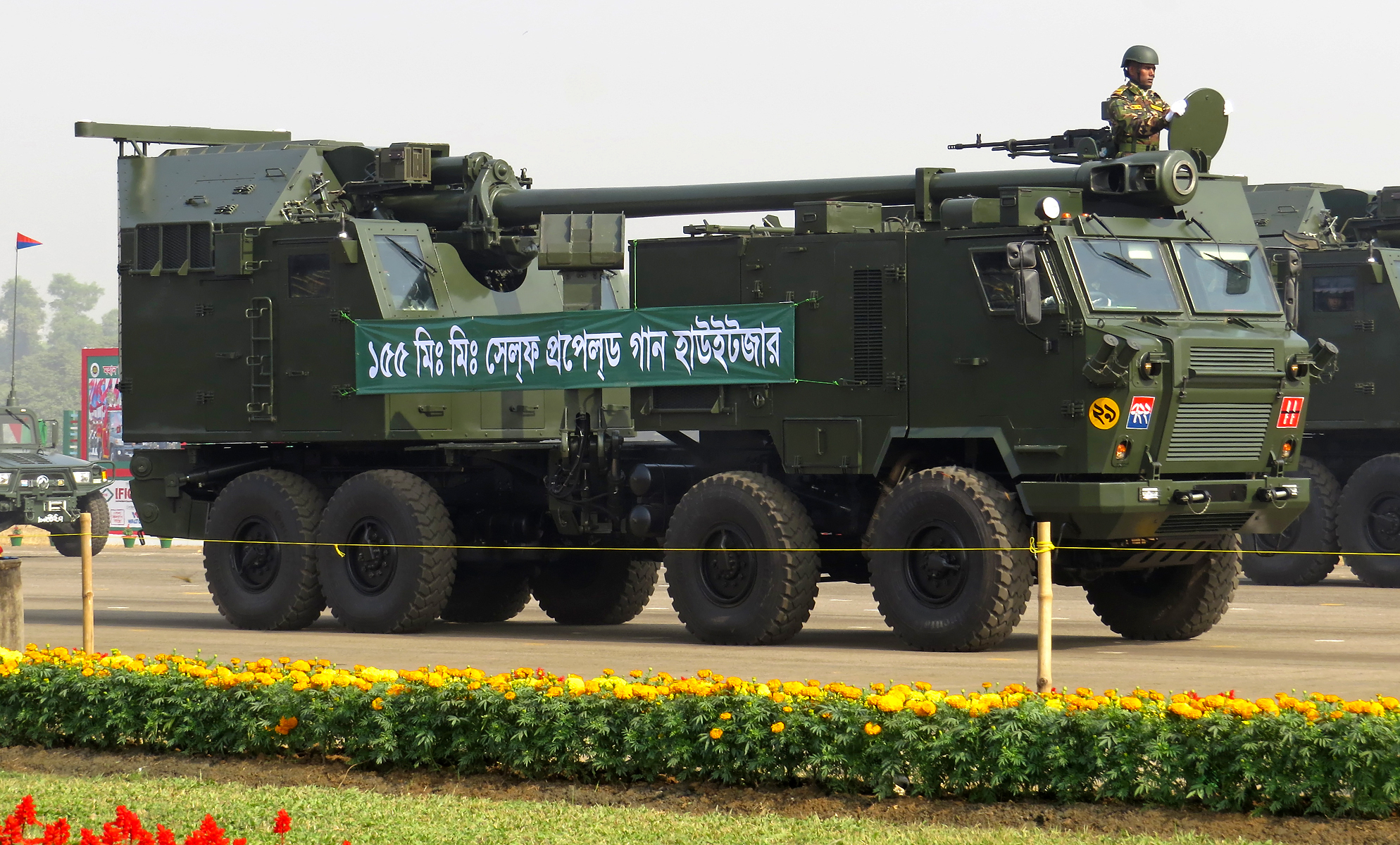
Nora B-52 K1 de l'armée bangladaise

Le fonctionnement du B-52 selon la version peut être entièrement automatisé, avec   un chargeur emportant jusqu'à 36 munitions. Il est décliné en plusieurs versions :
K0
Première variante de série, tourelle ouverte, entraînement manuel et ligne de mire.
K1(S)
Tourelle semi-ouverte, entièrement automatique, navigation automatique indépendante, système de tir et de contrôle automatique, équipage réduit.
M03
Tourelle semi-ouverte, automatique basée sur les K0, K1 avec désignation S pour l'armée serbe.
KE
Tourelle semi-ouverte, variante d'exportation entièrement automatique.
KI
Avec blindage supplémentaire, entièrement automatique avec tourelle fermée, nouveau châssis plus solide, radar sur le canon pour mesurer la trajectoire et la vitesse du projectile, cabine et tourelle protégées NRBC, système d'extinction d'incendie automatisé, lance-grenades fumigènes, interphone et nouveau logiciel, désigné M15 pour la Serbie.
MGS-25  Alexandre,
La version la plus récente, développée depuis 2009, est désignée K2 (cadence de tir plus élevée, munitions à longue portée guidées par laser, équipage réduit, nouvelles fonctions automatisées, masse inférieure à 25 tonnes, visée automatique du canon par chercheur de Nord, nouvelles grenades fumigènes et éclairantes. À partir de 2017, au salon international « arms Partner 2017 » à Belgrade, et après quelques années de développement, le prototype a été présenté sous la nouvelle désignation MGS-25 « Alexander ». Il est livré avec 12 munitions prêtes au tir dans un chargeur automatique de type revolver et dispose d'obus supplémentaires stockés dans une boîte de rangement située à l'arrière de la cabine et dans le compartiment moteur-hydraulique. Le MGS-25 a une cadence de tir de 6 coups/min, une portée maximale de 32,5 km avec des munitions standard et 56 km avec le calibre de 155 mm HE ERFB RA/BB (VLAP). Il peut utiliser toutes les munitions disponibles sur le marché. Le MGS-25 peut être contrôlé à distance par l'équipage jusqu'à 100 m du véhicule, via une télécommande. Ce module étant entièrement autonome, il peut être monté sur différents camions ; des versions sur des Kamaz et des MAN ont été présentées.
La désignation K représente le châssis Kamaz, le nombre pour l'orientation de l'arme principale par rapport au nord et la lettre pour le niveau d'équipement et/ou la désignation d'exportation. Il est possible sur demande d'équiper l'obusier Nora B-52 avec un canon de calibre de 152 mm.
Toutes les versions ont des différences concernant les châssis, blindage, tourelle, les systèmes de chargement et de support. Toutes les versions avec chargeur automatique disposent d'une capacité d'impacts simultanés. L'équipement standard comprend un système de contrôle de tir informatisé et un système de navigation terrestre. Une protection balistique est assurée contre les tirs d'armes légères, les éclats d'obus et certaines mines,.
Pour la formation, un simulateur a été développé par l'Institut Mihajlo Pupin, qui comprend des cartes de terrain du pays client avec la possibilité de former jusqu'à 3 batteries de Nora B-52 ou jusqu'à une division de 18 canons, y compris des équipages pour la désignation d'artillerie sur les cibles,,.
Une adaptation du camion comme véhicule de réapprovisionnement en munitions a été développée.

## Historique opérationnel

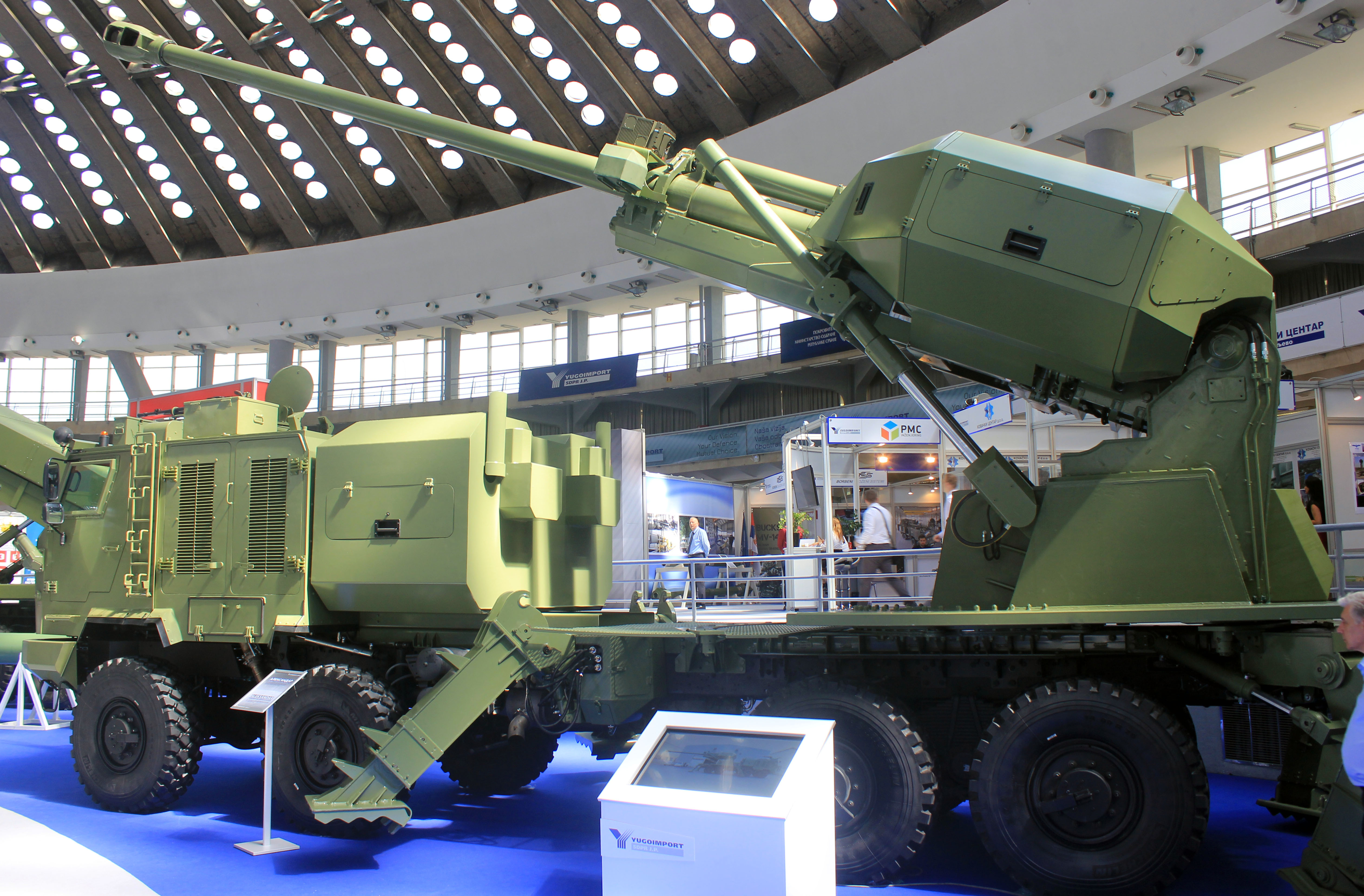
MGS-25 Alexander

La Serbie a exporté les systèmes d'artillerie Nora B-52 (versions sélectionnées B-52 de l'obusier automoteur K1, KE, KI), les véhicules de reconnaissance BOV M11, et de commandement (BOV M10), les véhicules météorologiques et de contrôle de tir, les camions de transport de munitions, le logiciel d'artillerie de champ de bataille au niveau du peloton, de la batterie aux forces armées du Myanmar, du Kenya et du Bangladesh. Une batterie entièrement équipée se compose généralement de 6-12 obusiers, de 1-2 BOV M11, de trois BOV M10 de commandement (1 pour chaque peloton et 1 pour le commandement de la batterie), de 3-6 camions de munitions, d'un véhicule de communication et de réparation, de 2 -3 véhicules de ravitaillement général (carburant, nourriture, eau, etc.) et 1-2 véhicules de direction de tir et de localisation des tirs avec radar et télémétrie. Lors de sa dernière commande, Chypre a acquis des BOV M16 Miloš au lieu des BOV M11, configurés comme véhicules de reconnaissance d'artillerie et de commandement de batterie d'artillerie,.

## Munitions
Il existe différents types de munitions disponibles, notamment des projectiles nationaux et étrangers de 155 mm, car ils sont compatibles. Selon les munitions utilisées, différentes portées maximales et effets sur la cible peuvent être obtenus.
| Désignation      | Type          | Portée en m | Calibre | Noter            |
| ---------------- | ------------- | ----------- | ------- | ---------------- |
| M107             | HE M88        | 32 000 m    | 155 mm  | Sloboda Čačak    |
| M04              | ERFB          | 34 000 m    | 155 mm  | Sloboda Čačak    |
| M02              | ERFB/BB       | 41 850 m    | 155 mm  | Sloboda Čačak    |
| M02              | ERFB-BB       | 44 000 m    | 155 mm  | en développement |
| M15              | HE ERFB RA/BB | 56 000 m    | 155 mm  | Sloboda Čačak    |
| Krasnopol (arme) | BB            | 30 000 m    | 155 mm  | Guidé            |
| M982 Excalibur   | BB            | 40 000 m    | 155 mm  | Guidé            |
| Non désigné      | HE V-LAP      | 67 000 m    | 155 mm  | [ 16 ]           |

## Opérateurs

### Opérateurs actuels
- Bangladesh : 54 en service dans l'armée du Bangladesh (équipés du système de plate-forme de navigation inertielle SAGEM Sigma 30 pour la navigation et le pointage autonomes)[17],[18],[19]
- Chypre : 24 en service dans la Garde nationale chypriote[20]
- Kenya : 18 en service, 12 de plus en commande[21],[22]
- Birmanie : 30 en service dans l'armée du Myanmar[23]
- Serbie : 18 en service dans l'armée serbe[24],[25],[26],[27]

### Opérateurs potentiels
- Algérie : 48 en cours de livraison. Testé par l'Armée Nationale Populaire en 2015 [28],[29]
- Pakistan : testé par l'armée pakistanaise en 2017[30],[31]
- Émirats arabes unis : testé par l'armée des Émirats arabes unis en 2017[32]
- États-Unis : un obusier sur châssis MAN a été testé par l'armée américaine en 2021 en tant que participant au tir de barrage avec le système d'artillerie Archer, l'obusier automoteur CAESAR et l'ATMOS 2000[33],[34],[35]